# МТ-ЛБу
МТ-ЛБу (рус. Многоцелевой Транспортёр Легко Бронированный универсальный, у преводу Вишенаменски лаки оклопни транспортер универзални) је совјетски вишенаменски амфибијски оклопни транспортер гусеничар развијен током шездесетих година 20. века под пројектном ознаком Објект 10. У западним војним круговима ово возило је означено као M 1974, пошто је те године први пут примећено.

## Развој и производња
Оклопни транспортер МТ-ЛБу води порекло од фамилије оклопних возила гусеничара МТ-ЛБ. Та фамилија је развијена као замена за артиљеријске тегљаче серије АТ-П засноване на самоходном десантном јуришном топу АСУ-57. Прво је развијено возило МТ-Л засновано на шасији лаког амфибијског тенка ПТ-76. Затим је развијена оклопна верзија, МТ-ЛБ, из које је касније развијен и већи МТ-ЛБу који се разликује од МТ-ЛБ по томе што има дужу шасију, виши је 40 сантиметара, као и седам пари точкова за разлику од МТ-ЛБ који има само шест пари точкова. Ова два типа сродних оклопних возила се често мешају међусобно.
МТ-ЛБу је ушао у производњу раних седамдесетих година 20. века. Носилац производње био је Харковски тракторски завод. Лиценцу за производњу МТ-ЛБу имале су и Пољска и Бугарска.

## Верзије
- МТ-ЛБу — основна верзија.
  - МТ-ЛБу-Н — вишенаменски транспортер-тегљач.
  - МТ-ЛБу-М — модернизована верзија из 2003. године развијена у Мотовиликхинском заводу.
  - МТ-ЛБу-ГПМ-10 — ватрогасни гусеничар .
  - МТ-ЛБу-ПНС-1 — ватрогасни гусеничар - мобилна црпна станица.
  - МТ-ЛБу-ЛПВ — ватрогасни гусеничар за шумске пожаре.
  - 1Б32 — звкометријски радарски систем извиђања.
  - 1Л219 «Зоопарк-1» — систем за радарско извиђање и управљање ватром.
    - 1Л219М «Зоопарк-1М» — модернизована верзија из 2002. године.

  - 1Л245 — копнени систем за противелектронско дејство.
  - 1РЛ239 «Рысь» — артиљеријска извиђачка станица АРК-1.
  - 1РЛ243 — станица за електронско извиђање.
  - 9С80 «Овод-М-СВ» — мобилна станица за извиђање и командовање ППРУ-1 «Овод-М-СВ».
  - 1В12 «Машина-C» — комплекс средстава за аутоматизовано управљање ватром самоходне артиљерије «Машина-C». Унапређене верзије овог комплека су 1В12-3 «Машина-М», 1В12М-3 «Фальцет-М», 1В197 као и 1В12М-1 и 1В12М-3. Један комплекс иде уз један самоходни артиљеријски дивизион наоружан са самоходним хаубицама 2С1, 2С3, 2С5 и 2С19. Сваки комплекс се састоји од укупно осам возила. Разкују се четири типа возила за управљање ватром:
    - 1В13 — возило за управљање ватром самоходне артиљерије заменика команданта батерије, три возила по дивизиону. По класификацији НАТО: ACRV M1974/1.
    - 1В14 — возило за управљање ватром самоходне артиљерије команданта батерије, три возила по дивизиону. По класификацији НАТО: ACRV M1974/2a.
    - 1В15 — возило за управљање ватром самоходне артиљерије заменика команданта дивизиона, једно возило по дивизиону. По класификацији НАТО: ACRV M1974/2b.
    - 1В16 — возило за управљање ватром самоходне артиљерије команданта дивизиона, једно возило по дивизиону. По класификацији НАТО: ACRV M1974/3.

  - 9В514 «Бета-3» — аутоматизовани систем за командовање. Произвођен од 1980. до 1990. године.
  - 9Т451 — возило за дотур ракета самоходном вишецевном лансеру ракета 9П139 «Град-1» (гусенична верзија БМ-21 Град).
  - КДХР-1Н «Даль» — возило за даљинско ласерско хемијско извиђање.
  - ЛКМ-3 — возило за постављање каблова.
  - МП21-25 — комплекс аутоматизованог командног места АСУВ «Манёвр». Комплекс је развијен 1972. Возила из комплекса АСУВ-Р развијеног 1984. године су опремљена јединицом за обраду података «Редут-2П». Сва возила су опремљена генератором од 8 kW и антенама.
    - МП21 — верзија за командно-штабно возило дивизије (МП21М), за АБХО (МП21М-2) и обавештајно одељење (МП21М-3).
    - МП22 — верзија за команданта јединица ПВО.
    - МП23 - верзија за везу ваздухопловних јединица опремљена са радио системом Р-809М2.
    - МП24 - верзија за команданта артиљерије и ракетне артиљерије (МП24М), за начелника штаба артиљеријског пука (МП24М-1) и дивизијске артиљеријске групе (МП24М-2). Опремљени са даљиномером ДАК-2 и артиљеријским рачунаром 1В57М.
    - МП25 - возило за обраду радарских података.

  - МП22-1 9С737 «Ранжир» — унифицирано батеријско командно место «Ранжир».
  - МП95 «Бета-4» — аутоматизовани систем за командовање.
  - МЗС-83 — станица за јако емитовање звука «Многосложность».
  - ППРИ-5 — пункт пријема и обраде података.
  - Р-149БМРг — командно-штабно возило оперативно-тактичкого нивоа.
  - Р-161Б — аутоматизована мобилна радиостаница високе фреквенције.
    - Р-161БМ — модернизована верзија.

  - Р-330Б — аутоматизована станица за ометање врло високе фреквенције.
  - Р-330КБ — командно-штабно возило за Р-330Б и Р-378Б.
  - Р-330П «Пирамида» — станица за ометање радиосигнала.
  - Р-378Б — аутоматизована станица за ометање.
  - Р-381Т «Таран» — комплекс за електронско извиђање Р-381Т.
    - Р-381Т1 «Таран 1» — станица за електронско извиђање високих фреквенција противничке радиовезе.
    - Р-381Т2 «Таран 2» — станица за електронско извиђање врло високих фреквенција противничке радиовезе.
    - Р-381Т3 «Таран 3» — аутоматизована станица за обраду података.

  - Р-412Б «Торф» — мобилна станица за комуникацију у тропосфесри.
  - Р-439БГ «Легенда-2БГ» — мобилна станица за космичку комуникацију.
  - Р-934Б — аутоматизована станица за ометање високих фреквенција ваздухоплова.
  - ТГМ — транспортни гусеничар.

### Украјинске верзије
- «Положение-2» - аутоматизовани звукометријски систем базиран на шасији МТ-ЛБ, производња трајала од 1995. до 2012. године.[1]
- И-52 - минополагач заснован на бази МТ-ЛБУ, произведен од стране компаније "Крјуковски вагонског завода. 2013. године уведен у употребу у 12. инжињеријском пуку Оружаних снага Украјине.[2].
- ХТЗ-10Н - демилитаризовани МТ-ЛБу преправљен за превоз дуриг возила и радове у удаљеним и неприступачним областима.[3]
  - ХТЗ-10НК - цивилни тегљач за рад у тешким климатским условима.
- ТГМ-126-2 - демилитаризовани МТ-ЛБу, произведен у Харковском аутомобилском заводу.[тражи се извор]

### Белоруске верзије
- ТМПК «Мул» — возило за снабдевање јединица на фронту.
- ТЗМ-122 — возило за дотур муниције самоходне хаубице 2С1 Гвоздика.
- СМ-120 — самоходни минобацач 120mm заснован на минобацачу 2С12 «Сани».
- ППМП — мобилни пунк прве помоћи.

### Пољске верзије
- ZWDSz 1 (zautomatyzowany wóz dowódczo sztabowy) - командно-штабно возило комплекса "Ирис". Уведен у наоружање 2002. године, заснован на систему МП21-25.

### Бугарске верзије
- КШМ 9С743 - командно-штабно возило, модернизација Совјетског 9С743 из 2000. године.
- Искра
- МТП-1 - борбено возило инжињерије, прототип.
- КШТМС - командно-штабно возило.
- КШМ-Р-55 - командно-штабно возило са радио станицом Р-55.
- МСП-1
- МСП-2

### Мађарске верзије
- MFAJ (müszaki felderitö akadály-elháritó jármü) - оклопни транспортер инжињеријских јединица.

### Шведске верзије
- Pbv 4020 (pansarbandvagn) - шведска модификација командних возила комплекса 1В12.
- Stripbv 4021 (stridsledningbandvagn) - командно возило.
- Sjvpbv 4024 (sjukvårdspansarbandvagn) - оклопно санитетско возило.

### Финске верзије
- MT-LBu-TP — финска модификација командних возила артиљерије 1В13.
- MT-LBu-P — финска модификација командних возила артиљерије 1В14 и 1В15.
- MT-LBu-PS — финска модификација командних возила артиљерије 1В16.

## Корисници
- Азербејџан
- Белорусија[4]
- Бугарска
- Венецуела[5]
- Грузија
- Ирак
- Јерменија
- Казахстан
- Либија[тражи се извор]
- Мађарска - 21 MFAJ
- Пољска
- Русија
- Србија - 32
- Украјина
- Финска - 40
- Чехословачка
- Шведска - 59 Pbv 4020